# Naryškinské baroko

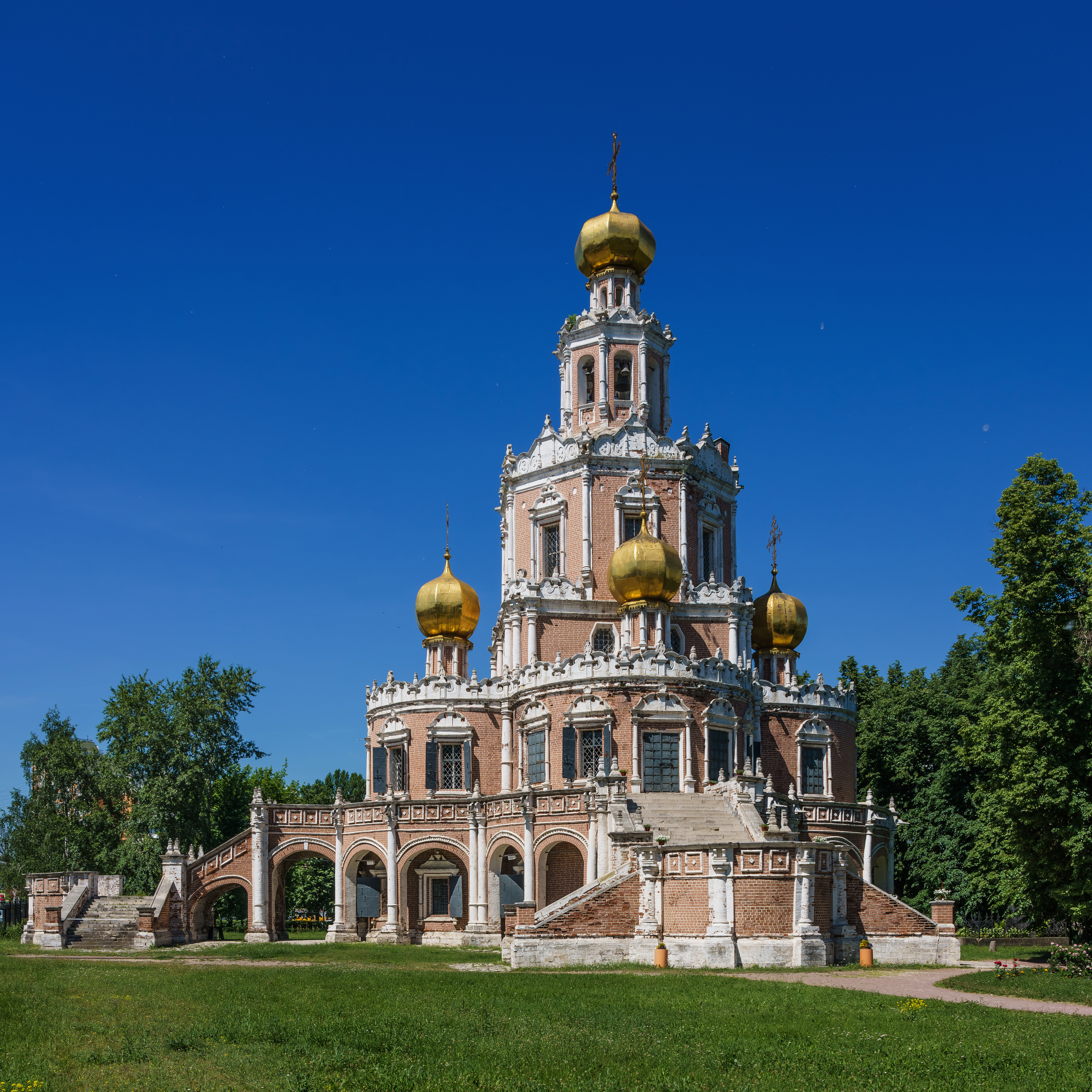
Kostel ve Fili, příklad naryškinského baroka

Naryškinské baroko, někdy též moskevské baroko, je specifický styl barokní architektury, který se rozvíjel zejména v Moskvě od konce 17. století do počátku 18. století. Vznikl smísením západoevropského barokního stylu s tradiční ruskou architekturou. Pojem naryškinské baroko vyplývá z toho, že první kostel navržený v tomto stylu byl postaven na panství rodiny Naryškinů, kteří byli moskevskými bojary. Šlo o kostel Přímluvy Panny Marie ve vesnici Fili, jehož předpokládaným architektem je Jakov Buchvostov. Kostel inspiroval návrhy dalších kostelů zejména v Moskvě. Naryškinské baroko se odlišovalo od baroka, který si oblíbil Petr Veliký, a kterému se tudíž někdy říká petrovské baroko, nebo také petrohradské baroko, neboť se tento styl hojně užíval v Petrohradě. Rozdíl je zejména v barvách, formách, měřítku a použitých materiálech. Kostely naryškinského baroka byly často stavěny z červených cihel, byly také důkladně zdobeny detaily z bílého vápence. Jejich zvonice byla vždy umístěna na vrcholu chrámu, nikoli vedle budovy, jak bylo v Rusku 17. století běžné. Zvonice byly často stavěny do tvaru osmiúhelníku, na základní stavbě ve tvaru čtyřúhelníku. Mnoho klášterů přestavělo své zdi a budovy v tomto stylu, nejpozoruhodnějšími příklady jsou Novoděvičí klášter a Donský klášter v Moskvě. Výjimečně se styl uplatnil i v nenáboženské architektuře, jak dokazovala Sucharevova věž v Moskvě, která však byla stržená bolševiky roku 1934 (za dva roky zdemolovali také asi nejvýznamnější stavbu naryškinského baroka, Kostel Nanebevzetí Panny Marie na Velké pokrovské ulici). Ve 30. letech 18. století naryškinské baroko přešlo v tzv. alžbětinské baroko, spojené především s architektem Bartolomeo Rastrellim a carevnou Alžbětou Petrovnou.